# Godoy Moreira
Godoy Moreira est une municipalité brésilienne située dans l'État du Paraná.